# Aéroport de Caen Carpiquet
Luchthaven Caen Carpiquet (Frans: Aéroport de Caen Carpiquet) is een luchthaven gelegen in Carpiquet, 6 km ten westen van Caen in Normandië.